# 도금양과
도금양과(桃金孃科, 학명: Myrtaceae 미르타케아이[*])는 도금양목의 과이다. 신·구 양대륙의 열대·아열대 지방에 많이 분포하고 있으며, 전 세계에 130~150속, 약 5,650종이 알려져 있는데, 특히 오스트레일리아와 남아메리카에 많은 종이 분포하고 있다. 모두 목본종으로서, 가장자리가 매끈한 단순한 잎이 마주 달려 있다. 잎에 정유 성분을 함유하는 유점과 유선이 있고, 관다발은 복병립 관다발이며, 체관이 속 안에 들어 있는 점 등이 이 과의 특징이라고 할 수 있다. 꽃은 방사대칭인 양성화로, 꽃받침통은 씨방과 붙어 있다. 한편, 4-5개의 꽃받침조각과 같은 수의 꽃잎, 그리고 많은 수의 수술을 가지고 있다. 씨방은 하위로, 1개 또는 몇 개의 방으로 나뉘어 있고, 열매는 액과·삭과·견과·핵과 등 여러 가지가 있다.

## 하위 분류
- 도금양아과(Myrtoideae Sweet)
- 프실록실론아과(Psiloxyloideae R.Schmid)